# Garbowo (województwo zachodniopomorskie)
Garbowo (niem. Richtershof) – wieś sołecka w Polsce położona w województwie zachodniopomorskim, w powiecie drawskim, w gminie Wierzchowo. 
W roku 2007 wieś liczyła 35 mieszkańców.

## Położenie
Wieś leży ok. 6 km na południowy wschód od Wierzchowa. Ok. 2 km na wschód od Garbowa znajduje się wzniesienie Racza.
Zabudowa wsi znajduje się na wysokości 156 m n.p.m.
W latach 1975–1998 miejscowość administracyjnie należała do województwa koszalińskiego.